# Kuruáya
Kuruáya (Curuaia, Kuruaia, Curuáia, Curuahe, Curuaya, Kuruaie, Kururiá), pleme američkih Indijanaca velike porodice tupian, porodice Munduruku, naseljeni na pritokama donjeg toka Xingúa u brazilskoj državi Pará. Populacija: 129 (Funasa - 2006), poglavito na rezervatu Terra Indígena Kuruaya, na rijeci rio Curuá, gdje imaju selo (aldeia) Cajueiro sa školom i zdravstvenom stanicom. Njihovi najbliži srodnici su Munduruku. Za njih postoji cijeli niz naziva kojima su nazivani: Kuruaia, Caravare, Curuari, Curiveré, Curubare, Curuahé, Curuerai, Curuara, Curuaye, Curueye, Curiuaia, Curuaya. 